# Amílcar Brusa
Amílcar Oreste Brusa (Colonia Silva, 23 de octubre de 1922-Santa Fe, 27 de octubre de 2011) fue un entrenador de boxeo argentino.

## Trayectoria
De gran porte –medía 1,90 metros– dedicó su vida al deporte. Actuó como boxeador solamente en el campo amateur y en peso pesado y fue campeón de Guantes de Oro y de los Barrios en Buenos Aires con solo tres derrotas en 30 peleas.  En el año 1948 intentó, sin resultado, clasificarse para representar a su país en los Juegos Olímpicos de Londres. Incursionó en el catch encarnando al personaje de “El enmascarado” y finalmente se dedicó a la profesión de entrenador de boxeo.
Entre sus dirigidos se contaron los campeones mundiales argentinos Miguel Ángel Cuello, Alejandra Oliveras, Juan Domingo Córdoba, Jorge Rodrigo Barrios, Hugo Mauricio Bidyeran y Carlos Manuel Baldomir; los colombianos Miguel Lora, Sugar Rojas, Tomás Molinares, Luis Mendoza, Rafael Pineda y Francisco Tejedor; el dominicano Francisco Quiroz, el venezolano Antonio Esparragoza y el salvadoreño Carlos "Famoso" Hernández; y el más conocido, Carlos Monzón con quien se vinculó en 1960 y lo acompañó en toda su carrera boxística por muchos escenarios del mundo.
En 1976 Brusa se distanció del Luna Park, el principal centro de boxeo de Argentina, y de su promotor Juan Carlos Lectoure, por lo que debió trabajar en otros países. Fue así que lo hizo en Miami, Caracas, Los Ángeles y Barranquilla.
Brusa es considerado el mejor entrenador de Latinoamérica en la historia del boxeo y figura en el Salón Internacional de la Fama del Boxeo de Nueva York en 2007 y en el de Los Ángeles. Hasta su fallecimiento seguía lúcido y en actividad en su gimnasio del "UPCN Boxing Club". Tenía 3 hijos y murió de una complicación pulmonar en Santa Fe, el 27 de octubre de 2011.